# Nederlands referendum over het Verdrag tot vaststelling van een Grondwet voor Europa
Op woensdag 1 juni 2005 vond in Nederland een landelijk raadplegend referendum plaats over de goedkeuring van het Verdrag tot vaststelling van een Grondwet voor Europa door Nederland. Een dergelijk referendum houdt in dat de bevolking alleen een advies kan geven. Het is vervolgens aan de Tweede Kamer en Eerste Kamer om de uiteindelijke beslissing te nemen over het al dan niet accepteren van de ontwerptekst voor het verdrag. Zeker 10 andere EU-lidstaten zouden een dergelijk referendum organiseren, maar na het 'nee' van de Nederlandse bevolking werden deze referenda tot nader order uitgesteld. Het referendum in Nederland was het gevolg van een initiatiefwetsvoorstel van Farah Karimi (GL), Niesco Dubbelboer (PvdA) en Boris van der Ham (D66). Dit was het eerste referendum in 200 jaar in Nederland.
De vraagstelling van het referendum in Nederland luidde:
Bent u voor of tegen instemming door Nederland met het verdrag tot vaststelling van een grondwet voor Europa?
De mogelijke antwoorden waren voor, tegen en blanco; het laatste werd niet meegewogen bij de uitslag, maar wel bij het opkomstpercentage. Deze volksraadpleging was het eerste referendum voor de moderne staat Nederland. Eerder werden al wel lokale referenda gehouden en in 1797 (tijdens de Bataafse Republiek) was er een landelijk referendum, dat ook over een grondwet ging en werd verworpen en leidde tot een staatsgreep. Een vervolgreferendum werd door het Kabinet-Balkenende IV tegengehouden in september 2007.

## Voor- en tegenstanders
Het kamp van de voorstanders van het verdrag bestond uit zowel de coalitiepartijen CDA, VVD en D66 alsmede de linkse oppositiepartijen PvdA en GroenLinks. Deze partijen hadden samen een zeer ruime meerderheid in de Tweede Kamer en pleitten voor een verdergaan met de Europese integratie.
In het eveneens diverse kamp van tegenstanders bevonden zich SP, LPF, Groep Wilders, SGP en de ChristenUnie. Deze partijen verzetten zich tegen wat zij zagen als een verlies van soevereiniteit aan een ondemocratische en bureaucratische "Europese superstaat". Daarnaast was de SP gekant tegen het in het verdrag opnemen van de Europese interne markt, waarin ze een grondwettelijke verankering van één economisch systeem zag (de vrijemarkteconomie).
De partijen in beide kampen voerden actief campagne voor hun standpunt. Daarbij was het optreden van belangrijke voorstanders volgens velen contraproductief. Minister Brinkhorst verklaarde dat "het licht uit zou gaan" in Nederland als er Nee gestemd zou worden. De VVD produceerde een reclamespotje met beelden van de Holocaust en de val van Srebrenica, met de kennelijke boodschap dat herhaling van dergelijke zaken alleen door een Ja-stem te voorkomen was. De spot was meteen al zo omstreden, dat hij nooit is uitgezonden.Ook bekende opiniemakers mengden zich in de strijd; zo was Ronald Plasterk fel gekant tegen het verdrag.
Voorstanders wezen er ook op dat Nederland bij een Nee-stem geïsoleerd zou komen te staan in Europa. Omdat de Fransen drie dagen voor het Nederlandse referendum al Non hadden gestemd, viel dit argument in de ogen van velen weg.

### Opiniepeilingen
Vrijwel alle uitgevoerde opiniepeilingen in de weken voor de raadpleging voorspelden een overwinning voor de tegenstemmers.
In een peiling van TNS/NIPO van 19 mei zei 38% van de bevolking zeker te gaan stemmen, waarvan 27% vóór en 54% tegen.
In een peiling van TNS/NIPO van 30 mei zegt 42% van de personen die zeker gaat stemmen voor te zijn en 58% tegen. De 'weet niet'-stemmers zijn hier buiten beschouwing gelaten.

## Uitslag

Meerderheid per gemeente (groen: voor; rood: tegen)

Uiteindelijk bleek 61,5 % van de kiezers tegen het aanvaarden van het grondwettelijk verdrag. Slechts in 26 van de 467 gemeenten bleek er een meerderheid voor het verdrag te zijn.
De gemeenten met de meeste tegenstemmers waren:
- Urk (91,6%)
- Reiderland (84,6%)
- Staphorst (83,6%)
- Pekela (81,5%)
- Oldebroek (80,3%)

De gemeenten met de meeste voorstemmers waren:
- Bloemendaal (60,6%)
- Bennebroek (55,3%)
- Bunnik (52,8%)
- Abcoude (52%)
- Doorn (51,2 %)

In totaal werden er 7.646.415 stemmen uitgebracht, een opkomst van 63,3%. Daarvan waren voor 2.940.730 en tegen 4.705.685. In alle leeftijdscategorieën en in alle categorieën naar opleidingsniveau waren de nee-stemmers in de meerderheid.
| Keuze                        | # stemmen  | %      |
| ---------------------------- | ---------- | ------ |
| Voor                         | 2.940.730  | 38,46  |
| Tegen                        | 4.705.685  | 61,54  |
| Geldige stemmen              | 7.646.415  | 100,00 |
| Ongeldig                     | 58,781     | 0,76   |
| Uitgebrachte stemmen/opkomst | 7.705.196  | 63,3   |
| Stemgerechtigden             | 12.172.740 |        |

### Redenen
Uit een onderzoek van Maurice de Hond bleek dat er verschillende redenen waren voor de verwerping van de Grondwet. Zowel voor- als tegenstanders hadden redenen die niet zozeer met de inhoud van de Grondwet te maken hadden, zoals steun aan- of afwijzing van het Kabinet-Balkenende II en de eventuele toetreding van Turkije tot de EU, maar ook redenen die wel degelijk de inhoud van de Grondwet betroffen. Een ruime meerderheid van de door De Hond ondervraagden gaf aan dat in hun ogen de Europese Unie over zaken die dicht bij de burgers liggen, minder te zeggen moet krijgen.

## Trivia
- In 1952 was ook al eens een referendum gehouden over een Europese Grondwet. Het betrof een proefreferendum, dat alleen gehouden werd in de gemeenten Bolsward en Delft. Ondanks het onofficiële karakter van deze proef, roerden prominente landelijke politici zich in het debat erover. Een zeer grote meerderheid van de Delftenaren en Bolswarders stemde vóór een verenigd Europa met een eigen grondwet.[3]